# Alaine Laughton
Alaine Laughton (Nueva Jersey, Estados Unidos; 21 de septiembre de 1978), más conocida como Alaine, es una cantante y compositora de dancehall y reggae. Nació en Estados Unidos, pero se trasladó a Jamaica a los tres años de edad.

## Carrera profesional
En 1988, Alaine apareció en la película El Corazón de Clara junto a Whoopi Goldberg. A través de la década de 1990 y comienzos de 2000, Alaine vivió en Estados Unidos en donde realizó composiciones y colaboró con artistas del sello Roc-A-Fella Records tales como Cam'ron y Freeway.
Se trasladó de regreso a Jamaica en el verano de 2004 para enfocarse en su propia música después de trabajar en una banca de inversión para JP Morgan Chase. Alaine más tarde conoció a Craig "Serani" Marsh de DASECA, y comenzó a trabajar con él. Su química inmediata proporcionó a Alaine su primera canción en la radio a los pocos días de haber llegado a Jamaica.
En el 2005, el sencillo «No Ordinary Love» en la temporada Riddim (Sean Paul, T.O.K.) de Don Corleon fue un avance único en la escena del reggae y Alaine fue elogiada rápidamente por sus talentos especiales. El sencillo escaló en los charts en Jamaica también en Reino Unido. Sus otros sencillos «Deeper», «Chaka Chaka Love», «Heavenly», «Wine» y «Love Sound», un dueto con Beres Hammond, contaron con la misma aceptación.
En el 2005, Alaine se presentó en el Reggae Sumfest en la Bahía Montego, recibiendo críticas positivas. Ella ha estado difundiendo la palabra sobre el VIH y el sexo seguro en las escuelas de Jamaica, y se presentó como uno de los veinte artistas en la película Made in Jamaica el cual fue dirigido por Jerome Lapperrouzas.
Su álbum debut Sacrifice fue publicado a comienzos de 2008. Su segundo álbum Luve a Dub fue publicado en Japón en agosto de 2009.

## Discografía
- 2007: Sacrifice
- 2009: Luve a Dub

Up